# Municipio de Papalotla de Xicohténcatl
Papalotla de Xicohténcatl es un municipio mexicano del centro sur del estado de Tlaxcala conurbado a la ciudad de Puebla. Su cabecera municipal es la ciudad de Papalotla. Es parte de la Zona Metropolitana de Puebla-Tlaxcala.

## Localización
Ubicado en el Altiplano central mexicano a 2200 metros sobre el nivel del mar, el municipio de Papalotla de Xicohténcatl se sitúa en un eje de coordenadas geográficas entre los 19 grados 10 minutos latitud norte y 98 grados 12 minutos longitud oeste.
Localizado al sur del estado, el municipio de Papalotla de Xicohténcatl se localiza el la Zona metropolitana Puebla-Tlaxcala. Colinda al norte con el municipio de Santa Cruz Quilehtla; al noreste con los municipios  Acuamanala de Miguel Hidalgo y Mazatecochco de José María Morelos; al este con el municipio de San Pablo del Monte; al sur con el municipio de Tenancingo; al oeste con los municipios de Santa Catarina Ayometla y Xicohtzinco; y al suroeste con el Estado de Puebla, específicamente con el municipio de Cuautlancingo.
El municipio es famoso regionalmente por la realización anual del Carnaval de Papalotla de Xicohténcatl (Tlaxcala, México).

## Toponimia
En náhuatl, Papalotla significa "lugar de mariposas" de papalotl, que significa mariposa; y del sufijo tla, que significa lugar.

## Extensión
De acuerdo con la información del Instituto Nacional de Estadística, Geografía e Informática, el municipio de Xicohténcatl comprende una superficie de 18 900 km², lo que representa el 0.47 por ciento del total del territorio estatal, el cual asciende a 4060.923 kilómetros cuadrados.

## Orografía
El municipio presenta tres formas características de relieve: Zonas accidentadas, que abarcan aproximadamente el 16.0 por ciento de la superficie total y se localizan en las faldas de La Malinche. Zonas semiplanas, que ocupan un 20 por ciento de la superficie, y están situadas en la parte sur de la cabecera municipal y al oriente de Panzacola. Zonas planas, que ocupan el resto de la superficie, es decir, el 64 por ciento, se localizan en gran parte del municipio.

## Hidrografía
El principal recurso hidrográfico del municipio es el río Atoyac cuyo curso es de 3 km, aproximadamente en dirección poniente-oriente, además de dos arroyos de caudal permanente: el Tenexac y el Huehuexotla.

## Clima
El clima en el municipio es subhúmedo, con régimen de lluvias en los meses de junio, julio y agosto. Los meses más calurosos son de marzo a junio, la dirección de los vientos en general es de sur a norte. La temperatura media anual máxima registrada es de 23.97 grados Celsius y la mínima 5.55 grados Celsius.

## División política
Según el Instituto Nacional de Estadística y Geografía (INEGI), en el territorio del municipio hay un total de 10 localidades. La mayoría de estas localidades son asentamientos o colonias irregulares conurbados a Papalotla, aunque el INEGI las considera como centros de población independientes. Teniendo en cuenta lo anterior, la población de las principales localidades, para el año 2010 era la siguiente:
| Localidad          | Población |
| Total Municipio    | 26997     |
| Papalotla          | 22 969    |
| San Marcos Contla  | 3 875     |
| Lomas del Pedregal | 57        |
| Xaltonac           | 44        |
| Tochpa             | 22        |